# Турбо (дъвка)
Вижте пояснителната страница за други значения на Турбо.
„Турбо“ е дъвка с вкус на праскова, произвеждана от турската компания „Кент“ от 1980 г. до 2007 г.
Дъвките включват в опаковката картинки със снимки на автомобили, мотоциклети и други превозни средства. Дъвките „Турбо“ дължат своята популярност на ниската си цена, присъствие във всички хранителни магазини, павилиони и супермаркети.
Те са популярни сред младите хора в края на 80-те и началото на 90-те години, а приложените фотографии стават ценни предмети за колекционерите. Днес някои от редките екземпляри са скъпи.